# Badminton-Weltrangliste
Die Badminton-Weltrangliste ist die von der Badminton World Federation herausgegebene Weltrangliste aller Spieler im Badminton-Sport. In der Badminton-Weltrangliste werden bei jedem Einzelspieler, Doppel- und Mixed-Paar zehn aller bestrittenen BWF-Turniere, mit den meisten erreichten Punkten der letzten 52 Wochen, addiert und so die Position in der Rangliste ermittelt. Die Badminton-Weltrangliste wird jeweils am Donnerstag auf der Webseite der BWF aktualisiert.
Für jede Disziplin gilt die gleiche Punkteaufschlüsselung. In den Doppeln bekommt jeweils die Doppelpaarung die Punkte und nicht jeder Spieler einzeln. Nach dieser Weltrangliste werden die Spieler in den internationalen Turnieren gesetzt.

## Geschichtliche Entwicklung
Die erste Weltrangliste wurde im Jahr 1981 veröffentlicht. Sie wurde aus 13 Turnieren ermittelt. Zuerst wurde die Rangliste nur in den Einzeldisziplinen geführt, später wurde sie um die Doppeldisziplinen erweitert. Des Weiteren erfolgte eine stete Vergrößerung der Anzahl der zur Ermittlung herangezogenen Turniere.

## Punkteaufschlüsselung ab 2018
(Quelle: )
|                     | BWF-Events Weltmeisterschaften & Olympische Spiele | Level 1 (Finals) und Level 2 (BWF World Tour Super 1000) | Level 3 (BWF World Tour Super 750) | Level 4 (BWF World Tour Super 500) | Level 5 (BWF World Tour Super 300) | Level 6 (BWF Tour Super 100) | BWF International Challenge | BWF International Series | BWF Future Series |
| ------------------- | -------------------------------------------------- | -------------------------------------------------------- | ---------------------------------- | ---------------------------------- | ---------------------------------- | ---------------------------- | --------------------------- | ------------------------ | ----------------- |
| Sieger              | 13000                                              | 12000                                                    | 11000                              | 9200                               | 7000                               | 5500                         | 4000                        | 2500                     | 1700              |
| Finalist            | 11000                                              | 10200                                                    | 9350                               | 7800                               | 5950                               | 4680                         | 3400                        | 2130                     | 1420              |
| Halbfinale          | 10100 (Platz 3) / 9200 (Platz 4)                   | 8400                                                     | 7700                               | 6420                               | 4900                               | 3850                         | 2800                        | 1750                     | 1170              |
| Viertelfinale (5–8) | 7200                                               | 6600                                                     | 6050                               | 5040                               | 3850                               | 3030                         | 2200                        | 1370                     | 920               |
| Achtelfinale (9–16) | 5200                                               | 4800                                                     | 4320                               | 3600                               | 2720                               | 2110                         | 1520                        | 920                      | 600               |
| 17–32               | 3200                                               | 3000                                                     | 2660                               | 2220                               | 1670                               | 1290                         | 920                         | 550                      | 350               |
| 33–64               | 1300                                               | 1200                                                     | 1060                               | 880                                | 660                                | 510                          | 360                         | 210                      | 130               |
| 65–128              | 650                                                | 600                                                      | 520                                | 430                                | 320                                | 240                          | 170                         | 100                      | 60                |
| 129–256             | 260                                                | 240                                                      | 210                                | 170                                | 130                                | 100                          | 70                          | 40                       | 20                |
| 257–512             | 130                                                | 120                                                      | 100                                | 80                                 | 60                                 | 45                           | 30                          | 20                       | 10                |
| 513–1024            | 65                                                 | 60                                                       | 50                                 | 40                                 | 30                                 | 30                           | 20                          | 10                       | 5                 |

## Punkteaufschlüsselung bis 2017
|                              | BWF-Events Weltmeisterschaften & Olympische Spiele | BWF Super Series Premier & Finale | BWF Super Series | BWF Grand Prix Gold | BWF Grand Prix | BWF International Challenge | BWF International Series | BWF Future Series |
| ---------------------------- | -------------------------------------------------- | --------------------------------- | ---------------- | ------------------- | -------------- | --------------------------- | ------------------------ | ----------------- |
| Sieger                       | 12000                                              | 11000                             | 9200             | 7000                | 5500           | 4000                        | 2500                     | 1700              |
| Finalist                     | 10200                                              | 9350                              | 7800             | 5950                | 4680           | 3400                        | 2130                     | 1420              |
| Halbfinale                   | 8400 / (9200)                                      | 7700                              | 6420             | 4900                | 3850           | 2800                        | 1750                     | 1170              |
| Viertelfinale                | 6600                                               | 6050                              | 5040             | 3850                | 3030           | 2200                        | 1370                     | 920               |
| Achtelfinale                 | 4800                                               | 4320                              | 3600             | 2720                | 2110           | 1520                        | 920                      | 600               |
| 1/16-Finale                  | 3000                                               | 2660                              | 2220             | 1670                | 1290           | 920                         | 550                      | 350               |
| Quali-Finale                 | 1200                                               | 1060                              | 880              | 660                 | 510            | 360                         | 210                      | 130               |
| Qualifikations-Halbfinale    | 600                                                | 520                               | 430              | 320                 | 240            | 170                         | 100                      | 60                |
| Qualifikations-Viertelfinale | 240                                                |                                   | 170              | 130                 | 100            | 70                          | 40                       | 20                |
| Qualifikations-Achtelfinale  | 120                                                |                                   | 80               | 60                  | 45             | 30                          | 20                       | 10                |
| Qualifikations-1/16-Finale   | 60                                                 |                                   | 40               | 30                  | 30             | 20                          | 10                       | 5                 |

- Bei den Olympischen Spielen erhalten die Drittplatzierten 9200 Punkte und die Viertplatzierten 8400 Punkte.

## Klassifizierung der Turniere

### Grade 1
- Weltmeisterschaften
- Thomas Cup
- Uber Cup
- Sudirman Cup
- Olympia

Andere Altersklassen und Parabadminton:
- Juniorenweltmeisterschaften
- Seniorenweltmeisterschaften
- Parabadminton-Weltmeisterschaften
- Paralympics

### Grade 2
Turniere der BWF World Tour, unterteilt in sechs Level:
- Level 1: BWF World Tour Finals
- Level 2: BWF World Tour Super 1000
- Level 3: BWF World Tour Super 750
- Level 4: BWF World Tour Super 500
- Level 5: BWF World Tour Super 300
- Level 6: BWF Tour Super 100

Frühere Turnierserien:
- Super Series Premier
- Super Series
- Grand Prix Gold
- Grand Prix

### Grade 3
Turniere des Continental Circuits, unterteilt in drei Level:
- International Challenge
- International Series
- Future Series